# Meyer Levin
Meyer Levin (geboren am 5. Oktober 1905 in Chicago, Illinois; gestorben am 9. Juli 1981 in Jerusalem) war ein amerikanischer Schriftsteller und Journalist.
Sein umfangreiches Werk reicht von sozialkritischen, historischen und dokumentarischen Romanen zu fiktionalen wie nichtfiktionalen Werken über das Judentum, Israel und den Holocaust. Die Literaturwissenschaft betrachtet seine 16 Romane vor allem im Kontext der proletarischen amerikanischen Literatur der 1930er-Jahre wie der jüdisch-amerikanischen Literatur des 20. Jahrhunderts. Levin war nach 1955 in einen jahrelangen Rechtsstreit über eine von ihm verfasste Bühnenadaption von Anne Franks Tagebuch verwickelt, die Gegenstand mehrerer Studien geworden ist.

## Leben

### Jugend und literarische Anfänge
Levin war der Sohn jüdischer Immigranten, die aus Osteuropa in die Vereinigten Staaten gekommen waren. Er wuchs in einem Elendsviertel auf der South Side von Chicago auf, das für eine hohe Kriminalitätsrate bekannt war. Levin studierte an der University of Chicago, wo er 1924 seinen Abschluss machte. Noch während des Studiums begann er 1923, als Reporter für die Zeitung Chicago Daily News zu arbeiten.
Im Jahr 1925 unternahm Levin eine Reise nach Europa, die seine Haltung zu seinem jüdischen Erbe, das er bis dahin als hinderlich für eine Karriere im Journalismus betrachtet hatte, veränderte. Der Künstlerzirkel um den aus Polen stammenden, in Paris lebenden Maler und Bildhauer Marek Szwarc machte ihn mit der Vielfalt jüdischer Kultur vertraut. Levin begann, sich mit dem Judentum auseinanderzusetzen, um die neugewonnenen Erkenntnisse in seine Arbeit einfließen zu lassen. Er reiste nach Palästina, von wo er über die Eröffnung der Hebräischen Universität Jerusalem berichtete. Dort blieb er eine Zeitlang und arbeitete für die Jewish Telegraphic Agency. In den folgenden Jahren veröffentlichte er mit steigender Häufigkeit Kurzgeschichten in der Literaturzeitschrift The Menorah Journal.
Levin kehrte für einige Zeit in die USA zurück, beschloss aber 1928, sich in Palästina niederzulassen. Ein Jahr lang lebte er im Kibbutz Jagur südlich von Haifa. 1929 erschien in den USA sein erster Roman The Reporter, eine literarische Verarbeitung seiner Erlebnisse in der Zeit als Journalist in Chicago. Kurz nach Veröffentlichung zog der Verlag das Buch zurück, weil eine ehemalige Kollegin Levins sich darin porträtiert sah und mit einer Verleumdungsklage drohte.

### „Proletarischer“ Schriftsteller
Abermals ging Levin in die USA zurück, um sich nun ernsthaft einer literarischen Karriere zu widmen. In den folgenden beiden Jahren veröffentlichte er zwei weitere Romane, die Liebesgeschichte Frankie and Johnny (1930) und Yehudah (1931), eines der ersten literarischen Werke, die das Leben in einem Kibbutz behandelten. Das Buch The Golden Mountain (1932) führte einen neuen thematischen Aspekt in Levins literarisches Werk ein, die Auseinandersetzung mit chassidischer Mystik. Es handelte sich um eine Neuerzählung der Legenden um Baal Schem Tov, den Begründer der chassidischen Bewegung, und seinen Urenkel Rabbi Nachman. Die Illustrationen stammten von Marek Szwarc.
Levins weiteres schriftstellerisches Schaffen war geprägt von wiederholtem thematischen Wechsel zwischen sozialkritischen Romanen, die in Chicago oder New York angesiedelt waren, und der Beschäftigung mit spirituellen Elementen der jüdischen Religion und mit Aspekten der jüngeren jüdischen Geschichte. Sein nächster Roman The New Bridge (1933) handelte von den Folgen einer Zwangsräumung für eine New Yorker Familie. Im Jahr seines Erscheinens wurde Levin Redakteur der neugegründeten Zeitschrift Esquire, für die er bis 1939 Artikel und Filmkritiken verfasste. In diesen Jahren beteiligte sich Levin auch an einer Kampagne gegen Polizeibrutalität in seiner Heimatstadt Chicago.
Aus der Perspektive der republikanischen Kräfte berichtete Levin als Korrespondent über die Frühphase des Spanischen Bürgerkriegs, bevor er zwei seiner bekanntesten Romane veröffentlichte. Mit The Old Bunch (1937) präsentierte er ein breites Panorama des Aufwachsens von zwölf jüdischen Jugendlichen in einem Elendsviertel von Chicago zwischen 1921 und 1934, porträtierte also eine Lebenswelt, die ihm aus der eigenen Kindheit vertraut war. Citizen (1940) war eine fiktionalisierende Nachzählung des Memorial Day-Massakers in Chicago während des Little Steel Strike im Jahr 1937. Beide Werke zählen als Musterbeispiele der amerikanischen „proletarischen“ Literatur ihrer Zeit. In der Tradition von John Dos Passos verwendete Levin in ihnen statt Hauptfiguren und -strängen eine Reihe von Protagonisten und multiperspektivische Erzähltechniken. Er sah dies als angemessen für eine Literatur an, die sich als demokratische begreift und um eine Analyse sozialer Verhältnisse bemüht ist.

### Zweiter Weltkrieg und Nachkriegszeit
Nach dem Eintritt der USA in den Zweiten Weltkrieg arbeitete Levin für das Office of War Information. In den Vereinigten Staaten und in England wirkte er bei der Herstellung von Propagandafilmen mit, die die amerikanischen Kriegsanstrengungen unterstützen sollten. Nach der alliierten Landung in der Normandie diente er in Frankreich in der Psychological Warfare Division. Als Kriegsberichterstatter für die Jewish Telegraphic Agency begleitete er die amerikanischen Truppen bei ihrem Vormarsch und besuchte Dachau, Buchenwald und Theresienstadt nach deren Befreiung. Es war eine einschneidende Erfahrung, die sein weiteres Schaffen thematisch stark prägen sollte.
Von 1945 bis 1947 lebte Levin wieder in Palästina und berichtete im ersten Jahr als Korrespondent über die wachsenden Spannungen zwischen Juden und Arabern. 1947 produzierte er den ersten abendfüllenden Spielfilm, der in Palästina entstand. My Father's House, bei dem Levin auch als Schauspieler in einer Nebenrolle mitwirkte, handelt von einem Mädchen, das die Konzentrationslager überlebt hat und in Palästina nach seiner Familie sucht. Levin verarbeitete das Thema auch in einem gleichnamigen Roman.
Levin trat der Hagana bei und half in Europa bei den Bemühungen, gegen den Widerstand der Briten eine Auswanderung von Displaced Persons nach Palästina zu organisieren. Er hielt seine Erlebnisse auch in dem Film Lo Tafhidenu (1947) fest, der als wichtiges Dokument der Vorgänge gilt. In dieser Zeit wurde er von Tereska Torrès begleitet, Tochter seines Freundes Marek Szwarc und 16 Jahre jünger als er. Die beiden heirateten 1948. Torrès wurde selbst eine sehr erfolgreiche Schriftstellerin.

### Kontroverse um Anne Franks Tagebuch
In den 1950er-Jahren geriet Levin in eine Auseinandersetzung um die Rechte an einer Bühnenfassung des Tagebuchs von Anne Frank, die ihn jahrelang stark beschäftigte und am Ende verbittert zurückließ. Seine Frau hatte ihn 1951 auf das Buch hingewiesen, daraufhin hatte er seine Veröffentlichung in den USA befördert und mit einer Kritik in der New York Times Aufmerksamkeit auf es gelenkt. Mit Einverständnis von Annes Vater Otto Frank nahm er die Arbeit an einer Dramatisierung des Tagebuchs auf und ließ der Broadway-Produzentin Cheryl Crawford einen Entwurf zukommen, den diese akzeptierte. Auf Ratschlag von Lillian Hellman, die Levins Fassung unzulänglich fand, beauftragte Crawford dann aber das Autoren-Ehepaar Frances Goodrich und Albert Hackett mit der Adaption. Ihr Zweiakter The Diary of Anne Frank, im Oktober 1955 am Cort Theatre in New York uraufgeführt, wurde ein Riesenerfolg, mit dem Pulitzer-Preis und dem Tony Award ausgezeichnet und 1959 von George Stevens in einen mehrfach Oscar-prämierten Spielfilm umgesetzt.
Levin behauptete, das Theaterstück vernachlässige in beschämender Weise die jüdische Thematik des Tagebuchs, bediene sich andererseits aber bei seinem Entwurf. Er verklagte Kermit Bloomgarden, der das Stück anstelle von Crawford produziert hatte, sowie Goodrich, Hackett und Otto Frank. Es folgte ein jahrelanger Rechtsstreit, der schließlich mit einem Vergleich endete, demzufolge Levin eine Entschädigung erhielt, aber darauf verzichtete, seine Adaption zu veröffentlichen. Levin, der sich mit dem Ergebnis nicht abfinden wollte und für den Rest seines Lebens darum kämpfte, sein Theaterstück auf die Bühne bringen zu dürfen, verarbeitete die Erfahrung in dem Roman The Fanatic (1964). Zudem beschrieb er die Vorgänge später ausführlich in seinem (zweiten) Memoirenband The Obsession (1973), ebenso wie seine Witwe Tereska Torrès in dem Buch Les maisons hantées de Meyer Levin (1991). In den 1990er-Jahren sind sie auch Gegenstand zweier wissenschaftlicher Studien geworden. Bis heute existieren nur Privatdrucke von Levins Anne Frank. A Play, obwohl es mehrfach „schwarz“ aufgeführt worden ist, so auch in Israel.

### Spätere Jahre
Während die Kontroverse noch anhielt, veröffentlichte Levin den Roman Compulsion (1957), der ihm den größten Erfolg als Schriftsteller brachte. Er gilt als Vorläufer des späteren dokumentarischen Romans des New Journalism, der Werke wie Truman Capotes Kaltblütig (1965) und Norman Mailers Gnadenlos (1980) hervorbrachte. Levin verarbeitete die Geschichte von Leopold und Loeb, zwei wohlsituierten jüdischen Studenten der University of Chicago, die 1924 einen 14-Jährigen ermordet hatten und in einem aufsehenerregenden Prozess zu lebenslangen Haftstrafen verurteilt worden waren. Der Roman unterteilt sich in eine erste Hälfte, in der die Motive der Täter psychologisch analysiert werden, und die Darstellung des Gerichtsverfahrens in der zweiten Hälfte. Er wurde ein Erfolg bei Publikum und Kritikern, ebenso wie der Film Der Zwang zum Bösen von Regisseur Richard Fleischer aus dem Jahr 1959, der auf Levins eigener Theateradaption aus dem Jahr 1957 beruhte.
Ab 1958 lebte Levin in New York und Israel. In den folgenden Jahren veröffentlichte er eine Romantrilogie, die den Holocaust zum Gegenstand hatte: Eva (1959), erneut angelehnt an die Geschichte von Anne Frank, The Fanatic (1964) und The Stronghold (1965), letzteres ein Thriller, der in einem Konzentrationslager kurz vor Ende des Krieges angesiedelt ist. Seine späteren Werke Gore and Igor (1968), The Settlers (1972) und The Harvest (1978) setzten sich mit dem Leben in Israel beziehungsweise mit der jüdischen Siedlungsgeschichte in Palästina auseinander. Dazwischen erschien The Spell of Time (1974), eine Liebesgeschichte, die gleichzeitig das Thema jüdische Mystik wiederaufgriff. Mit dem letzten Werk The Architect (1981), einem Schlüsselroman über das Leben von Frank Lloyd Wright, gelang es ihm noch einmal, thematisch und stilistisch Neuland zu betreten – bei gleichzeitiger Wiederentdeckung von Chicago als Schauplatz.
Neben Romanen schrieb Levin in dieser Zeit eine Reihe von nichtfiktionalen Büchern, die sich mit der jüdischen Religion und Israel auseinandersetzten und zum Teil an Kinder gerichtet waren. Gelegentlich trat er auch als Herausgeber in Erscheinungen, so 1970 zusammen mit Charles Angoff bei einer Anthologie mit Passagen der wichtigsten Romane der jüdisch-amerikanischen Literatur.

## Werke

### Bücher
Romane
- The Reporter. A Novel. John Day, New York 1929.
- Frankie and Johnny. A Love Story. John Day, New York 1930. Neuausgabe: The Young Lovers (Frankie and Johnny). New America Library, New York 1952.
- Yehuda. J. Cape & H. Smith, New York 1931.
- New Bridge. o. V., New York 1933.
- The Old Bunch. Viking Press, New York 1937.
- Citizens. A Novel. Viking Press, New York 1940.
- My Father's House. Viking Press, New York 1947.
- Compulsion. Simon and Schuster, New York 1956.
  - Deutschsprachige Ausgabe: Zwang. Übersetzt von Hermann Stiehl und Margot Stiehl. S. Fischer, Frankfurt am Main 1958.
- Eva. Simon and Schuster, New York 1959. (Neuausgabe: Eva. A Novel of the Holocaust. Behrman House, New York 1979, ISBN 0-87441-283-8)
  - deutschsprachige Ausgaben: Eva. Ein Frauenschicksal. Roman. Übersetzt von Georg Erich Salther. Süddeutscher Verlag, München 1960. Die Geschichte der Eva Korngold. Nach Aufzeichnungen von Ida Löw.[1] Kunstmann, München 1990, ISBN 3-88897-145-4.
- The Fanatic. A Novel. Simon and Schuster, New York 1964.
- The Stronghold. A Novel. Simon and Schuster, New York 1965.
- Gore and Igor. An Extravaganza. Simon and Schuster, New York 1968.
- The Settlers. Simon and Schuster, New York 1972, ISBN 0-671-21154-4.
- The Spell of Time. A tale of love in Jerusalem. Illustration: Eli Levin. Praeger, New York 1974, ISBN 0-275-05130-7.
- The Harvest. A Novel. Simon and Schuster, New York 1978, ISBN 0-671-22550-2.
- The Architect. Simon and Schuster, New York 1981, ISBN 0-671-24892-8.

Judaica
- The Golden Mountain. Marvellous Tales of Rabbi Israel Baal Shem, and of his Great-grandson, Rabbi Nachman. Retold from Hebrew, Yiddish, and German Sources. Illustration: Marek Szwarc. J. Cape & R. Ballou, New York 1932. Neuausgabe: Classic Hassidic Tales. Marvellous Tales of Rabbi Israel Baal Shem and of His Great-grandson, Rabbi Nachman. Retold from Hebrew, Yiddish, and German Sources. Citadel Press, New York 1966.
- If I Forget Thee. A Picture Story of Modern Palestine. Fotos: P. Goldman, Sasha Alexander, und andere. Viking Press, New York 1947 (Bildband zum Film My Father’s House).
- The Story of Israel. Fotos: Archie Lieberman. Zeichnungen: Eli Levin.
- The Story of the Synagogue. Illustration: Robert Pious. Behrman House, New York 1957 (mit Toby K. Kurzband).
- The Story of the Jewish Way of Life. Illustration: Harry Lazarus. Behrman House, New York 1959 (mit Toby K. Kurzband).
- The Haggadah. Retold by Meyer Levin. Design und Illustration: Miriam Woods. Behrman House, New York 1968.
- Beginnings in Jewish Philosophy. Behrman House, New York 1971, ISBN 0-87441-063-0.

Autobiografisches
- In Search. An Autobiography. Horizon Press, New York 1952.
- The Obsession. Simon and Schuster, New York 1973, ISBN 0-671-21674-0.

Herausgeber
- mit Charles Angoff: The Rise of American Jewish Literature. An Anthology of Selections from the Major Novels. Simon and Schuster, New York 1970, ISBN 0-671-20369-X.

### Filme
- My Father's House. Palästina 1947. Regie: Herbert Kline, Joseph Lejtes und Ben Oyserman. Produktion und Vorlage: Meyer Levin
- Lo Tafhidenu (HaBilti Legalim). הבלתי לגאליים . Palästina 1947. Regie: Meyer Levin.[2]
- Der Zwang zum Bösen. Originaltitel: Compulsion. USA 1959. Regie: Richard Fleischer. Drehbuch: Richard Murphy nach dem Roman von Meyer Levin.
- The Parisienne and the Prudes. USA 1964. Regie: Robert J. Gurney Jr. Drehbuch: Robert J. Gurney Jr. nach einer Geschichte von Meyer Levin. Über seine Frau Tereska Torrès und den Kampf der US-Zensur gegen ihr Kriegstagebuch
- The Ship. USA 1978. Regie: Meyer Levin. Kurzfilm.

### Theater
- Anne Frank. A Play. Nur privat gedruckt.
- Compulsion. USA 1957. Buchausgabe: Compulsion. A Play. Simon and Schuster, New York 1957.